# .ao
.aoはアンゴラに割り当てられている国別コードトップレベルドメイン(ccTLD)。アゴスティニョ・ネト大学工学部(College of Engineering,University of Agostinho Neto)により管理されている。

## サブドメイン
直接第二レベルドメインに登録することも可能であるが、以下のような第二レベルドメインの下に登録することができる。
- co.ao - 商業的組織。その所在がアンゴラにある必要あり。
- ed.ao - 教育機関。その所在がアンゴラにある必要あり。
- gv.ao - 政府機関。その所在がアンゴラにある必要あり。
- it.ao - 国際機関。アンゴラ国外向け。
- og.ao - その他組織向け。その所在がアンゴラにある必要あり。
- pb.ao - 出版社向け。その所在がアンゴラにある必要あり。

尚、トップレベルドメインと一致するようなサブドメインの登録は許されていない。

## 登録料
登録料は一つ目の登録であれば、毎年300ドル。2つ目以上は、毎年450ドルである。

## 註
1. 1 2  http://www.dns.ao/REGISTR.DOC